# Фатеева, Ирина Викторовна
Ирина Викторовна Фатеева (род. 6 марта 1960 года, Кемеровская область, РСФСР) — советская конькобежка, Обладательница Кубка СССР (1983, 1984, 1986), чемпионка СССР на дистанции 1000 м и 3-кратная призёр чемпионата СССР. Мастер спорта СССР международного класса (1984). Выступала за "Буревестник" Киев.

## Биография
Ирина Фатеева родилась в Анжеро-Судженске, но когда ей исполнилось три года, в 1963 году, родители переехали жить в Красноярск. Обучалась там же в средней школе № 29. Вместе со старшим братом Геннадием занималась конькобежным спортом под руководством тренера В.М.Жёлудева и в 1978 году получила звание Мастер спорта СССР. После окончания школы Ирина переехала в Киев и поступила в Киевский институт физической культуры. она стала выступать за ДСО "Буревестник".
С 1979 года Фатеева участвовала на чемпионатах СССР среди юниоров, а с 1981 года и на чемпионатах страны в категорий взрослых. В 1984 году выиграла бронзовую медаль в многоборье на чемпионате СССР и попала в состав сборной. В 1985 году она стала серебряным призёром чемпионата страны в абсолютном зачёте, и дебютировала на чемпионате Европы в Гронингене, заняв там 13-е место в сумме многоборья. В феврале на чемпионате мира в Сараево заняла 8-е место в многоборье, при этом выиграла малую серебряную медаль в беге на 500 м, а на спринтерском чемпионате мира финишировала 10-й.
В 1987 году Фатеева стала бронзовым призёром в спринтерском многоборье на чемпионате СССР и отправилась на спринтерский чемпионат мира, где заняла 9-е место. В ноябре 87-го после матча СССР-ГДР она завершила карьеру спортсменки. С 1980 года и по 1987 год она стала абсолютной чемпионкой Спартакиады Украинской ССР (1986), семикратной чемпионкой Украинской ССР (1980 – 1986). 

## Личная жизнь и семья
Ирина Фатеева в 1986 году окончила Киевский институт физической культуры. С 1988 проживает в Казахстане. Её брат Фатеев Геннадий Викторович, бывший конькобежец, с 1995 по 2004 годы старший тренер команды «Енисей» по хоккею с мячом. С 2004 по 2012 – в команде «СКА-Нефтяник» Хабаровск. Заслуженный тренер России. Проживает с 2018 года в Калининграде.